# Cristian Ferreira
Cristian Ezequiel Ferreira (* 12. September 1999 in Córdoba) ist ein argentinischer Fußballspieler.

## Karriere

### Verein
Cristian Ferreira begann beim Club Atlético Las Palmas in seiner Heimatstadt Córdoba mit dem Fußballspielen. 2008 wechselte er in die Jugendakademie von River Plate. Zur Saison 2017/18 wurde er in die erste Mannschaft des Erstligisten aufgenommen.
Sein Debüt gab er am 28. Oktober 2017 bei der 0:4-Auswärtsniederlage gegen Club Atlético Talleres, als er in der zweiten Halbzeit für Exequiel Palacios eingewechselt wurde. Sein erstes Tor erzielte er am 27. Oktober 2018 beim 1:0-Heimsieg gegen den Club Atlético Aldosivi. Am 3. März 2019 traf er beim 4:2-Heimsieg gegen die Newell’s Old Boys einmal und bereitete zwei weitere Treffer vor. In den darauffolgenden Jahren konnte er sich jedoch nicht dauerhaft in der Startelf etablieren.
Am 19. Februar 2021 wurde er bis zum Jahresende an CA Colón verliehen. Danach folgte von Sommer 2022 bis Ende 2023 eine Leihe zu den Newell’s Old Boys und eine weitere zu San Lorenzo von Januar bis Juni 2024. 
Im September 2024 verließ Ferreira River Plate und schloss sich den Argentinos Juniors an.

### Nationalmannschaft
Am 20. März 2019 debütierte Ferreira für die argentinische U-20-Nationalmannschaft bei der 0:1-Testspielniederlage gegen Frankreich. Mit der U20 nahm er an der U-20-Weltmeisterschaft 2019 in Polen teil, wo er in zwei Spielen ein Tor erzielte und zwei Vorlagen gab.